# Gesche Joost

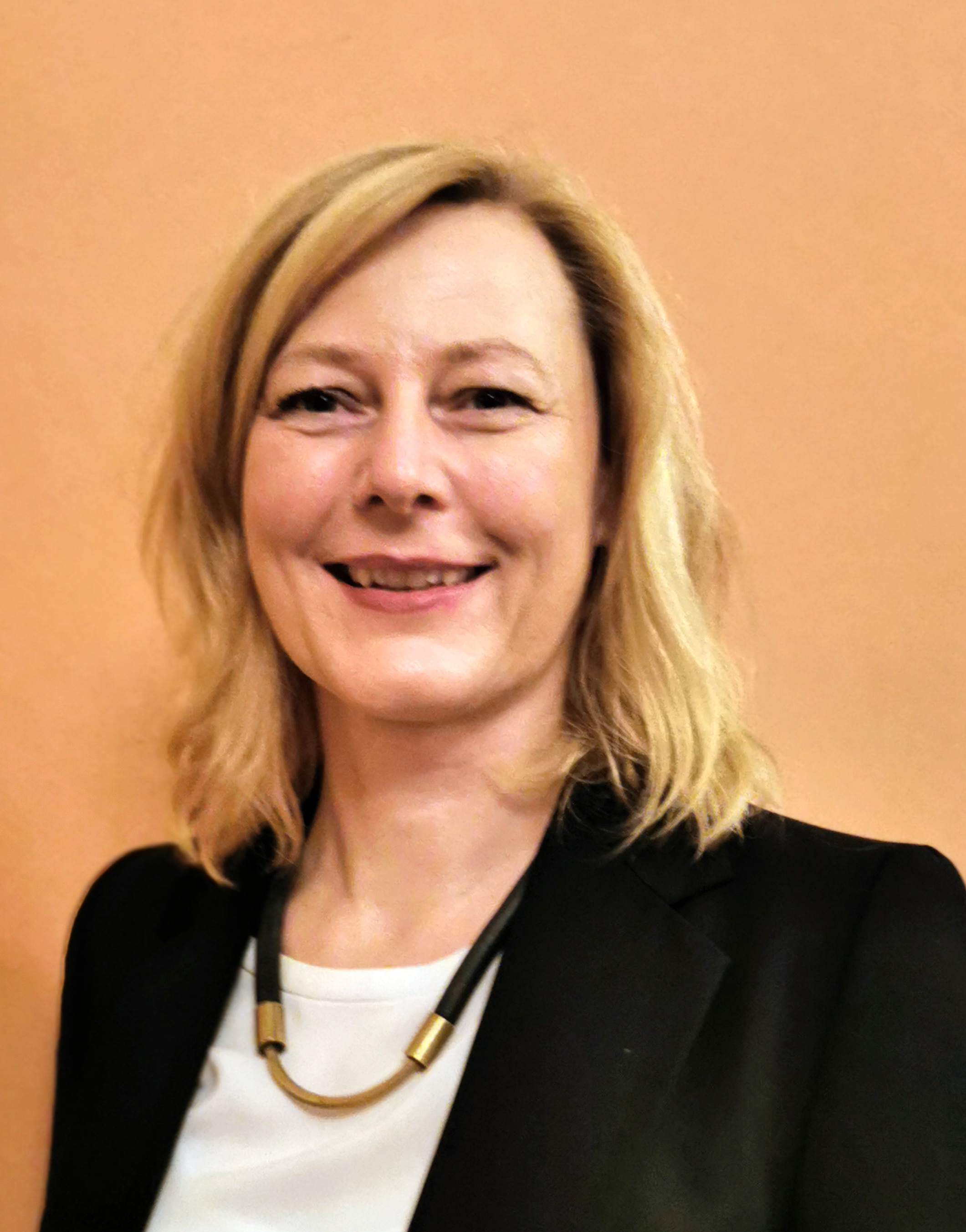
Gesche Joost (2021)

Gesche Joost (* 1974 in Kiel) ist eine deutsche Designforscherin. Sie ist seit 2011 Professorin für Designforschung an der Universität der Künste Berlin. Seit 2024 ist sie Präsidentin des Goethe-Instituts.

## Leben und Karriere
Gesche Joost stammt aus einer Schriftsetzerfamilie. Nach dem Abitur 1994 am Gymnasium Kronshagen studierte sie bis 1996 an der Technischen Universität Braunschweig Architektur und absolvierte ab 1996 ein Diplomstudium in Design, das sie im Jahr 2001 an der Köln International School of Design (KISD) abschloss. Danach verbrachte sie mithilfe eines DAAD-Stipendiums mehrere Monate am Illinois Institute of Technology in Chicago (USA). Im Anschluss studierte sie bis 2002 Rhetorik an der Eberhard Karls Universität Tübingen und wurde 2007 dort mit einer Arbeit über die Grundzüge der Filmrhetorik bei Gert Ueding zur Dr. phil. promoviert.
Seit 2005 leitet Joost das Design Research Lab der Telekom Innovation Laboratories (T-Labs). Im Wintersemester 2007/2008 hatte sie eine Gastprofessur an der Fachhochschule Hildesheim zum Thema Gender & Design inne, und von 2008 bis Ende 2010 eine Juniorprofessur an der TU Berlin für Interaction Design & Media, die von der Deutschen Telekom gestiftet wurde. Das von ihr im Projekt Generation 50+ mitentwickelte DECT-Telefon Sinus A 201 erhielt 2010 den iF product design award.
Seit 2011 ist Gesche Joost Professorin für Designforschung an der Universität der Künste Berlin. Die Professur wurde ebenfalls von der Deutschen Telekom gestiftet. 2017–18 leitete sie den Berliner Standort des Deutschen Forschungszentrums für Künstliche Intelligenz.

## Forschungsschwerpunkte
Die Forschungsschwerpunkte von Gesche Joost liegen im Bereich der Mensch-Maschine-Interaktion, Aspekten von Gender und Diversität in der Kommunikationstechnologie, Community-Building, Wearable Computing und sozialer Nachhaltigkeit sowie Grundlagen der Designtheorie und -forschung. Sie leitet bei den T-Labs mehrere Forschungsprojekte, so zur taktilen Mensch-Maschine-Interaktion oder den Gender-Aspekten in der Technologiebranche, etwa beim Design von Handys.
In ihrer Funktion als Leiterin des Design Lab der UdK Berlin ist Gesche Joost Principle Investigator am Weizenbaum-Institut für die vernetzte Gesellschaft. Hier leitet sie die Forschungsgruppen „Ungleichheit und Digitale Souveränität“ sowie „Kritische Maker-Kultur“.

## Mitgliedschaften und Ämter

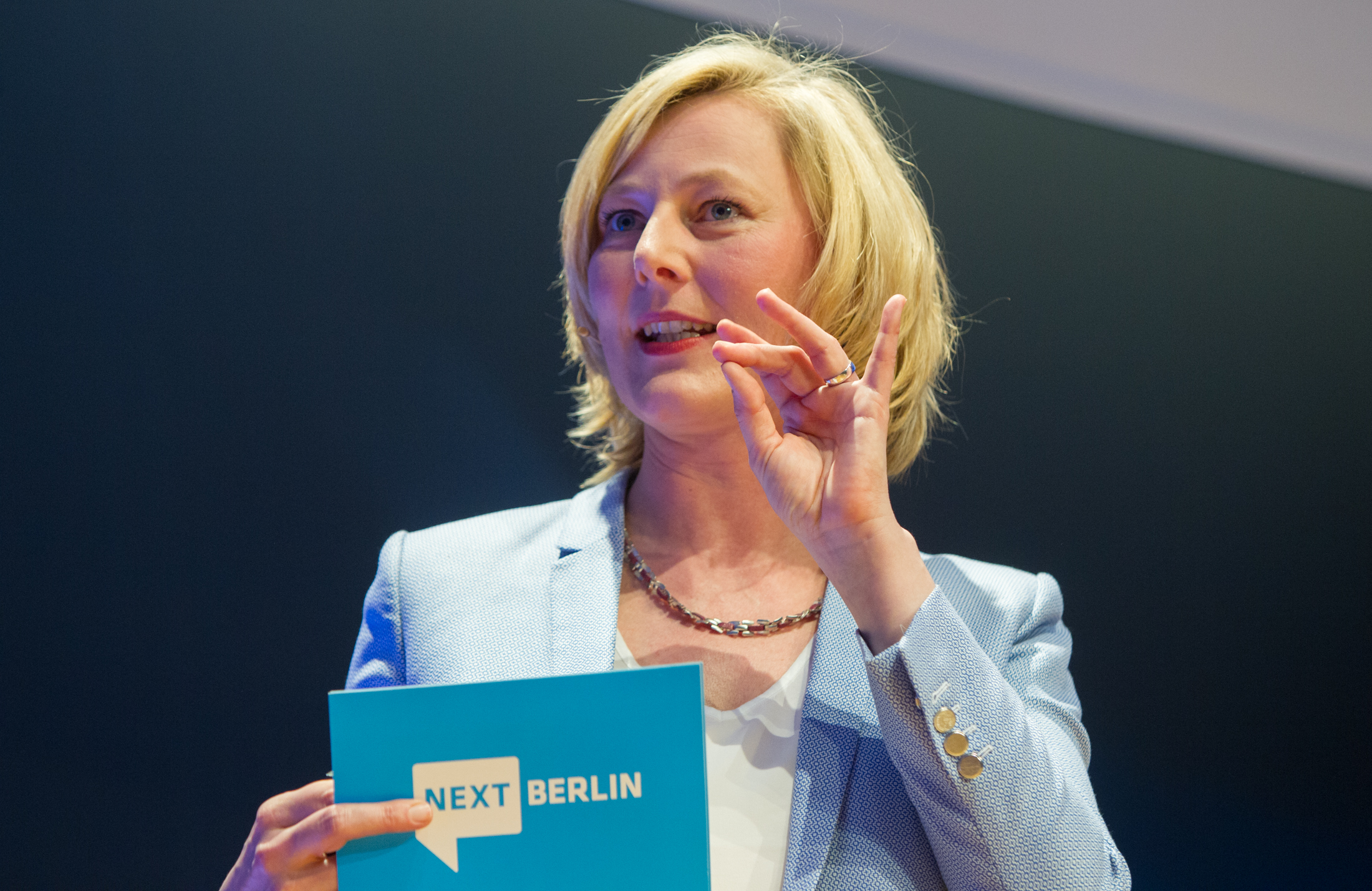
Gesche Joost (2013)

Im Jahr 2002 war Joost Gründungsvorstandsmitglied und von 2008 bis 2021 Vorsitzende der Deutschen Gesellschaft für Designtheorie und -forschung e. V. Von 2013 bis 2018 war sie Mitglied im Vorstand der Technologiestiftung Berlin und von 2015 bis Juli 2022 im Vorstand der Studienstiftung des deutschen Volkes. Sie ist Mitglied der SPD. 2006 wurde sie Mitglied im persönlichen Beraterkreis Peer Steinbrücks. Im Mai 2013 berief er sie als SPD-Kanzlerkandidat in sein Wahlkampfteam. Joost galt als netzpolitische Expertin des Teams.
In den Jahren 2014 bis 2018 war Joost Mitglied im Sachverständigenrat für Verbraucherfragen, der das Bundesministerium der Justiz und für Verbraucherschutz berät. 2014 war sie Mitherausgeberin des Gesellschaftsmagazins Revue – Magazine for the Next Society. Von März 2014 bis Juni 2018 war Joost Internetbotschafterin für Deutschland als unabhängige Beraterin der EU-Kommission. Die Position wurde von der Bundesregierung geschaffen, um „den digitalen Wandel auf EU-Ebene“ voranzutreiben.
Seit 2014 ist sie Mitglied des Goethe-Instituts und seit dem 1. Januar 2022 ist sie dort Mitglied des Präsidiums. Am 3. Juli 2024 wurde sie zur Präsidentin des Goethe Instituts gewählt. Sie trat ihr Amt in der Nachfolge von Carola Lentz am 19. November 2024 an.
Im März 2015 wurde sie zum Mitglied der 12. Synode der Evangelischen Kirche in Deutschland berufen, der sie bis 2020 angehörte.
Seit 2017 ist sie Principle Investigator am Weizenbaum-Institut für die vernetzte Gesellschaft und leitet zwei Forschungsgruppen, eine zum Thema Ungleichheit und Digitale Souveränität und eine zur kritischen Maker Kultur.
Bis 2021 war sie Vorsitzende der Deutschen Gesellschaft für Designtheorie und -forschung.
Seit 2021 ist sie Ehrenmitglied im Deutschen Designer Club.

### Aufsichtsratsmandate
Auf der Hauptversammlung der SAP SE am 20. Mai 2015 schlug Aufsichtsratsvorsitzender Hasso Plattner Joost als Nachfolgerin für Hartmut Mehdorn vor, der kurz zuvor aus gesundheitlichen Gründen überraschend sein Aufsichtsratsmandat niedergelegt hatte. Aus aktienrechtlichen Gründen war ihre Wahl in den Aufsichtsrat jedoch frühestens auf der Hauptversammlung 2016 möglich. Um die durch den Rücktritt Mehdorns entstandene Vakanz auf der Arbeitgeberseite des Aufsichtsrats schnellstmöglich zu beenden, hat SAP die vorzeitige Berufung Joosts durch Beschluss des Amtsgerichts Mannheim im Juli 2015 erwirkt. Im Mai 2023 schied sie turnusgemäß aus dem Aufsichtsrat aus.
Mit Wirkung zum 1. Dezember 2017 wurde Joost zum Aufsichtsratsmitglied der ING-DiBa AG gewählt. Seit 2017 ist sie ebenso Mitglied des Aufsichtsrates der Unternehmensgruppe Otto Bock.

## Politische Positionen

### Vorratsdatenspeicherung
Joost beurteilte Vorratsdatenspeicherung ambivalent. Im Mai 2013 erklärte sie: „Eine generelle Vorratsdatenspeicherung ist kritisch – Ausnahmen kann es nur bei schwersten Straftaten und nach rechtsstaatlichen Grundsätzen geben.“ Wie eine solche deliktspezifische Vorgehensweise aussehen könnte, erläuterte sie nicht. Die Speicherung von Bewegungsprofilen lehnt Joost ab.
Nach Bekanntwerden der Enthüllungen durch Edward Snowden distanzierte sie sich von der Vorratsdatenspeicherung und lehnte sie in Folge ab.

### Datenschutz
Joost erklärte im Mai 2013, man müsse große Internetfirmen wie Facebook und Google zu einem sensibleren Umgang mit Daten zwingen. Aus ihrer Sicht handeln die großen Internetkonzerne „in Sachen Datenschutz unverantwortlich“. Es dürfe nicht sein, dass sich etwa Privatsphäre-Einstellungen in sozialen Netzwerken von allein ändern würden, ohne dass Nutzer davon etwas mitbekämen. Sie erklärte in diesem Zusammenhang: „Das darf nicht dem Markt überlassen werden. Die Politik muss die Konzerne in die Pflicht nehmen, mit privaten Informationen behutsam umzugehen.“

### Big Data
Joost warnt davor, die Nutzung von Big Data zu pauschalisieren und durch eine angstgetriebene Debatte die Chancen der Datenanalyse zu verneinen. Sie setzt sich für eine Differenzierung der Daten zwischen Big Data, Open Data und personenbezogenen Daten ein und sieht in der Nutzung von Big Data sowohl große gesellschaftliche als auch wirtschaftliche Potentiale und fordert eine Debatte über die ethischen Grenzen bei der Nutzung von Big Data.

### Leitbild einer inklusiven digitalen Gesellschaft
In ihrer Forschungsarbeit entwickelt Joost Konzepte für die Teilhabe an einer digitalen Gesellschaft u. a. einen Kommunikationshandschuh für Taubblinde. Sie diagnostiziert eine zunehmende digitale Spaltung der Gesellschaft und mahnt, dass viele Menschen – aufgrund von Alter, fehlender Bildung oder mangelnder Netzanbindung – den Anschluss an das digitale Zeitalter verlieren würden. Joost vertritt die Position, dass marginalisierte Gruppen stärker in die Technologie-Entwicklung einbezogen werden sollten, um ihre Bedürfnisse zu berücksichtigen und um Angebote für eine inklusive digitale Gesellschaft zu schaffen. In ihrer Forschungsarbeit beschäftigt sie sich daher mit partizipativen Formaten wie Living Labs, in denen Bürger vor Ort in ihrer Nachbarschaft an Entwicklungsprozessen teilhaben können.

### Digitale Bildung ab der Grundschule
Joost kritisiert, dass Deutschland im Europäischen Vergleich den Anschluss verlieren könnte, da Schüler bei digitalen Kompetenzen die hinteren Plätze belegen.
Sie fordert, digitale Kenntnisse bereits ab der Grundschule zu vermitteln, damit Bürger die nötigen Grundlagen lernen, um als digital souveräne Mitglieder an der vernetzten Gesellschaft teilhaben zu können. Gleichzeitig könne so der Mangel an Fachkräften im IT-Bereich adressiert werden, der in Deutschland zu einem Wettbewerbsnachteil werden kann. Daher engagiert sich Joost seit 2014 als Schirmherrin für die Code Week, in der Kindern und Jugendlichen in einer Woche im Oktober innerhalb Europas Workshops rund um das Thema Programmieren angeboten werden. Außerdem ist sie seit 2014 Mitglied des Beirats des Vereins Start Coding.
Im Jahr 2016 gründete sie gemeinsam mit Jørn Alraun, Klaus Buss, Franka Futterlieb, Maxim Loick und Stephan Noller die Calliope gGmbH, die es sich zum Ziel setzt, Schüler und Schülerinnen ab der 3. Klasse in Deutschland kostenlos mit dem Calliope mini, einem Micro-Controller, auszustatten. Das Projekt verfolgt eine strenge Open Source Policy, das Platinen-Layout ist Open Source und die Lehrmaterialien für Lehrer und Schüler sind als Open Educational Resources (OER) verfügbar. Gemeinsam mit Open Roberta und anderen Partnern werden Lehrerfortbildungen angeboten. 2017 starteten Pilotprojekte in Berlin, Bremen, Hamburg, Mecklenburg-Vorpommern, Niedersachsen, Rheinland-Pfalz, Saarland und Sachsen. Die Firma Calliope erhielt 2016 eine Anschubfinanzierung von 200.000 Euro vom Bundesministerium für Wirtschaft und Energie.

## Kritik
Die Wirtschaftswoche hinterfragte 2013 Joosts Unabhängigkeit in Forschung und Lehre aufgrund ihrer engen Beziehungen zur Deutschen Telekom und zitierte dabei unter anderem Einwände von Piratenpolitiker Ralf Engelhardt und Rechtsanwalt Jörg Heidrich.
Der Spiegel und das ARD-Magazin Report Mainz berichteten 2018 über ihre ehrenamtliche Tätigkeit im Rahmen ihrer Rolle als Internetbotschafterin, für die ihr vom BMWi eine Aufwandsentschädigung von 50.000 Euro pro Jahr vertraglich zugesichert wurde. Die Nichtregierungsorganisation Lobbycontrol monierte, dass 4.500 Euro Brutto pro Monat nicht mit einem „Ehrenamt“ vereinbar seien. Zusätzlich zu den 4.500 Euro erhielt sie monatlich 119 Euro für Telefon und Büromaterial, 350 Euro für ihre Assistentin und Fahrkosten. Weiter wurde Joost nach Beginn ihrer Tätigkeit für die Bundesregierung auch in den Aufsichtsrat der SAP berufen, obwohl sie sich als Digital Champion vertraglich verpflichtet haben soll, keine weiteren Beratungsleistungen gegenüber Dritten zu übernehmen, die geeignet wären, die unabhängige und unparteiliche Ausübung ihrer Aufgaben zu beeinträchtigen.

## Werke und Schriften

### Beiträge
- mit T. Bieling und F. Sametinger: Die soziale Dimension des Designs. In: K.-S. Fuhs, D. Brocchi, M. Maxein, B. Draser (Hrsg.): Die Geschichte des nachhaltigen Designs. VAS, Bad Homburg 2014, ISBN 978-3-88864-521-1, S. 218–229.
- mit A. Unteidig: Design and Social Change: The Changing Environment of a Discipline in Flux. In: Wolfgang Jonas, Sarah Zerwas, Kristof von Anshelm: Transformation Design. Perspectives on a New Design Attitude. Birkhäuser, Basel 2015, ISBN 978-3-0356-0636-2, S. 134–148.
- Gesche Joost: Gewerkschaften – Ihr schafft euch ab! In: Cicero, 10. Juli 2018. Online.
- Marius Mensing, Anca Timofticiuc, Ute Frank, Helga Blocksdorf (Hg.): EKLAT. Entwerfen und Konstruieren in Lehre, Anwendung und Theorie. Universitätsverlag der TU Berlin, Berlin 2011 mit Beiträgen von Ute Frank, Carl Zillich, Gesche Joost, Sascha Weidner, Helga Blocksdorf, Anne Kockelkorn, Friedrich Kittler und Manfred Grohmann
- Gastbeitrag „Bloss nicht zurück zur Normalität“ – zur Digitalisierung an Schulen Online
- Gastbeitrag zu Chancengleichheit und digitaler Spaltung „Und von oben winken die digitalen Gatsbys“, zusammen mit Thomas Ramge Online
- Digitalisierung und Kirche Online
- Handelsblatt: Die Stunde der Frauen: Das sind die 50 einflussreichsten Frauen der deutschen Tech-Branche Online

### Gutachten
- Gutachten des Sachverständigenrates für Verbraucherfragen: Verbraucherrecht 2.0 Verbraucher in der digitalen Welt, 2016, ISSN 2510-0084. (PDF; 0,99 MB)
- Gutachten des Sachverständigenrates für Verbraucherfragen: Digitale Souveränität, 2017, ISSN 2510-0084. (PDF; 0,65 MB)
- Empfehlung des Rates für Nachhaltige Entwicklung an die Bundesregierung: nachhaltig_UND_digital: Nachhaltige Entwicklung als Rahmen des digitalen Wandels, Berlin, 19. Dezember 2018. (PDF; 0,3 MB)
- Gutachten des Sachverständigenrates für Verbraucherfragen: Verbrauchergerechtes Scoring, 2018, ISSN 2510-0084. (PDF; 3,37 MB)

### Monografien und Herausgeberschaften
- Bild-Sprache. Die audio-visuelle Rhetorik des Films. Transcript Verlag, Bielefeld 2008, ISBN 978-3-89942-923-7 (zugleich Dissertation 2007, Universität Tübingen).
- Design als Rhetorik. Birkhäuser Verlag, Basel 2008, ISBN 978-3-7643-8345-9.
- mit K. Kimpel, C. Mareis (Hrsg.): Entwerfen – wissen – produzieren: Designforschung im Anwendungskontext. Transcript Verlag, Bielefeld 2010, ISBN 978-3-8376-1463-3.
- mit M. Held und C. Mareis (Hrsg.): Wer gestaltet die Gestaltung? Praxis, Theorie und Geschichte des partizipatorischen Designs. Transcript Verlag, Bielefeld 2013, ISBN 978-3-8376-2038-2.
- mit K. Bredies, M. Christensen, F. Conradi, A. Unteidig: Design as Research – Positions, Arguments, Perspectives. Birkhäuser Verlag, Basel 2016, ISBN 3-0356-0919-5.

## Auszeichnungen
- 2006: 100 Köpfe von morgen
- 2006: Die 100 wichtigsten jungen Deutschen[38]
- 2008: Nachwuchs-Wissenschaftspreis des Regierenden Bürgermeisters von Berlin[39]
- 2021: Das Handelsblatt würdigte Joost als eine der 50 einflussreichsten Frauen der deutschen Tech-Branche[40]
- 2021: Anlässlich der Wissensstadt Berlin wurde ihr im Rahmen der Ausstellung „Berlin – Hauptstadt der Wissenschaftlerinnen“ im Roten Rathaus eine Ausstellungstafel gewidmet[41]
- 2021: Ehrenmitglied des Deutschen Designer Clubs DDC